# Gunnar Bunker
Gunnar Moritz Bunker, född 29 mars 1938 i Lunden i Örgryte församling, Göteborg, död 20 augusti 2014 i Annedals församling, var en fotograf, sångare och göteborgsprofil, även känd som tecknare genom sina böcker Bevingade roligheter och via Klotterplanket i Göteborgs-Posten. 
Bunker spelade in sånger där han avsiktligt sjöng falskt och bland hans inspelningar finns "Till havs" och "Stad i ljus".

## Diskografi

### Studioalbum
- Bunkers bästa (1982)
- Bra Gunnar, bra! (1989)

### Singlar/EP
- "Barndomshemmet" (1978)
- Slalombacken (EP) (1979)
- "Idolens sång" (1980)
- "Jag är beauti-ful" (1981)
- I rosenrött jag drömmer (EP) (1983)
- "Gymping ska de' va'" (1984)
- "Jag vill bli som Magnus Uggla" (1989)